# Heide Domanowski
Heide Domanowski (* 1969) ist eine deutsche Schauspielerin und Synchronsprecherin, Hörspiel- und Hörbuchsprecherin. Sie lieh Schauspielerinnen wie Jennifer Beals, Andrea Pearson und Brenda Blethyn ihre Stimme.

## Leben
Ihre Schauspielausbildung erhielt Domanowski an der Hochschule für Schauspielkunst „Ernst Busch“ in Berlin. Ihren ersten Fernsehauftritt als Schauspielerin hatte Domanowski 1992 in der Soap Gute Zeiten, schlechte Zeiten. Seitdem hat sie in einigen Serien zum Teil Episodenhauptrollen übernommen, z. B. in Hallo, Onkel Doc! und In aller Freundschaft. Sie spielte und spielt Theater in Neustrelitz, Brandenburg, Wien und Berlin.
Ab 2012 gehörte sie zeitweise zum festen Ensemble des Berliner Kriminal-Theaters. Dort spielte sie an der Seite von Thomas Gumpert und Felix Isenbügel in dem Thriller Todesfalle von Ira Levin.

## Synchronarbeiten (Auswahl)
Katee Sackhoff
- 2012–2013, 2020: in Star Wars: The Clone Wars als Bo-Katan Kryze
- 2017: in Star Wars Rebels als Bo-Katan Kryze
- seit 2020: in The Mandalorian als Bo-Katan Kryze
- 2024: Star Wars: Geschichten des Imperiums als Bo-Katan Kryze

Bitty Schram
- 2003–2005, 2010: Monk als Sharona Fleming
- 2009: Ghost Whisperer – Stimmen aus dem Jenseits als Jody
- 2023: Mr. Monk’s Last Case: A Monk Movie als Sharona Fleming (Neu eingesprochenes Archivmaterial)

Kei Hayami
- 2002: Detektiv Conan als Reiko Kuroiwa
- 2003: Detektiv Conan als Kazue Ichikawa

Christina Chang
- 2005, 2009: 24 als Dr. Sunny Macer
- 2005–2009: CSI: Miami als Staatsanwältin Rebecca Nevins (1. Stimme)

Amelia Bullmore
- 2008: Mord auf Seite eins als Helen Preger
- 2012–2016: Scott & Bailey als DCI Gill Murray

Heather Mazur
- 2009–2010: L.A. Crash als Amy Battaglia
- 2012–2013: Pretty Little Liars als Isabel Randall

Michelle Hurd
- 2017–2020: Blindspot als Shepherd
- 2020–2023: Star Trek: Picard als Raffaela "Raffi" Musiker

### Filme
- 1997: Fable – Tödliche Prophezeiung – Rosemary Netterfield als Ansagerin
- 1999: Eine für Alle – Marianne Denicourt als Irina Colbert
- 2004: Das Vermächtnis der Tempelritter – Annie Parisse als Agent Dawes
- 2005: Der Babynator – Faith Ford als Julie Plummer
- 2010: Robot Chicken: Star Wars Episode III – Rachael Leigh Cook als Beru Lars
- 2011: My Week with Marilyn – Geraldine Somerville als Lady Jane Clark
- 2011: Morning Glory – Arden Myrin als Produzentin
- 2012: Beverly Hills Chihuahua 3 – Lacey Chabert als Charlotte
- 2014: Zauber einer Weihnachtsnacht – Candice Glover als Josephine
- 2015: Love. Sex. Life – Jane Lynch als Dr. Lenore
- 2022: The House – Helena Bonham Carter als Jen

### Serien
- 2000: JAG – Im Auftrag der Ehre – Olivia Burnette als Marie Wetzel
- 2001–2003: Emergency Room – Die Notaufnahme – Michael Michele als Dr. Cleo Finch
- 2002: Detektiv Conan – Yûko Kobayashi als Takako Fujii
- 2002: Detektiv Conan – Shino Oyamada als Chihiro Kojima
- 2003: Detektiv Conan – Yumi Hikita als Yukiko Tanaka
- 2003–2004: X – Kaho Kouda als Kanoe
- 2006: Ghost Whisperer – Stimmen aus dem Jenseits – Angela Alvarado als Rachel Borgia
- 2006: Veronica Mars – Lisa Rinna als Lynn Echolls
- 2006: Detektiv Conan – Youko Soumi als Kayoko Daimon
- 2006–2007: Joey – Drea de Matteo als Gina Tribbiani
- 2006–2010: The L Word – Wenn Frauen Frauen lieben – Jennifer Beals als Bette Porter
- 2006–2010: Cold Case – Kein Opfer ist je vergessen – Tracie Thoms als Kat Miller
- 2007: Desperate Housewives – Peri Gilpin als Maggie Gilroy
- 2007: Ninja Scroll – Die Serie – Masako Katsuki als Ubume
- 2007–2009: Prison Break – Barbara Eve Harris als FBI Agentin Felicia Lang
- 2010: Black Butler – Aya Hirano als Hannah Anafeloz
- 2010: Sekirei – Romi Park als Karasuba
- 2011: Power Rangers Samurai – Rugen Du Bray als Dayu
- 2013–2016: CSI: Vegas – Elisabeth Shue als Julie Finlay
- seit 2014: Vera – Ein ganz spezieller Fall – Brenda Blethyn als DCI Vera Stanhope
- 2014–2019: Orange Is the New Black – Alysia Reiner als Natalie Figueroa
- 2015–2016: The Coroner – Claire Goose als Jane Kennedy
- 2015: Powers – Michelle Forbes als Retro Girl
- 2017–2021: American Gods – Yetide Badaki als Bilquis
- seit 2017: The Orville – Penny Johnson Jerald als Claire Finn
- 2018–2020: Tote Mädchen lügen nicht – Brenda Strong als Nora Walker
- 2019–2021: Krieg der Welten – Elizabeth McGovern als Helen Brown
- seit 2024: Criminal Minds für Aisha Tyler als "Dr. Tara Lewis"
- 2025: Navy CIS für Shari Belafonte als "Annabelle Davis"

## Hörspiele (Auswahl)
- 2018 (Audible): Gabriele Bingenheimer: Wie alles begann & Die Osborn Academy (Marvels Spider-Man 1) – Das Original-Hörspiel zur TV-Serie (Der ultimative Spider-Man)
- 2019: Death Note – Die komplette Hörspielreihe (nach der Mangaserie von Tsugumi Ōba und Takeshi Obata), Lübbe Audio (Download), ISBN 978-3-8387-9298-9

## Hörbücher (Auswahl)
- 2013: Karen Rose: TODESKIND (Audible)
- 2015 (Audible: 2013): Lisa Genova: Still Alice: Mein Leben ohne Gestern, Lübbe Audio, ISBN 978-3-7857-5189-3
- 2015: Karen Rose: TODESSCHUSS, Lübbe Audio, ISBN 978-3-8387-7338-4
- 2022: Ann Cleeves: Opferschuld (Vera Stanhope 2), Audio-To-Go Publishing Ltd. & Audible